# Упамекано, Дайо
Дайочанку́ль (Дайо́) Осва́льд Упамекано́ (фр. Dayotchanculle Oswald Upamecano; род. 27 октября 1998 года, Эврё, Франция) — французский футболист, защитник немецкого клуба «Бавария» и сборной Франции. Вице-чемпион мира 2022 года. Участник чемпионата Европы 2024.

## Клубная карьера

### Ред Булл (Зальцбург)
С 15 лет, после разных детских команд, Дайо перешёл в академию «Валансьена», где его стали отмечать многочисленные скауты. После успешно проведённого победного юношеского чемпионата Европы до 17 лет им заинтересовались гранды. Среди прочих ходили слухи о предметном интересе со стороны «Манчестер Юнайтед», однако в июле 2015 года Дайо перешёл в «Ред Булл», который был более настойчив и заплатил за трансфер 2,2 млн евро.
Для набора игровых качеств и тренировок игрока отправили в австрийский клуб «Лиферинг», который играет в первой лиге Австрии по футболу. Там Дайо дебютировал 31 июля 2015 года, выйдя в основном составе на встречу против «Санкт-Пёльтена». Всего за «Лиферинг» Упамекано провёл 16 матчей.
Во время зимнего отрезка чемпионата Дайо стал вызываться в основную команду. 19 марта 2016 года он дебютировал в австрийской Бундеслиге в поединке против «Маттерсбурга», выйдя на поле в основном составе и проведя весь матч.

### «Бавария»

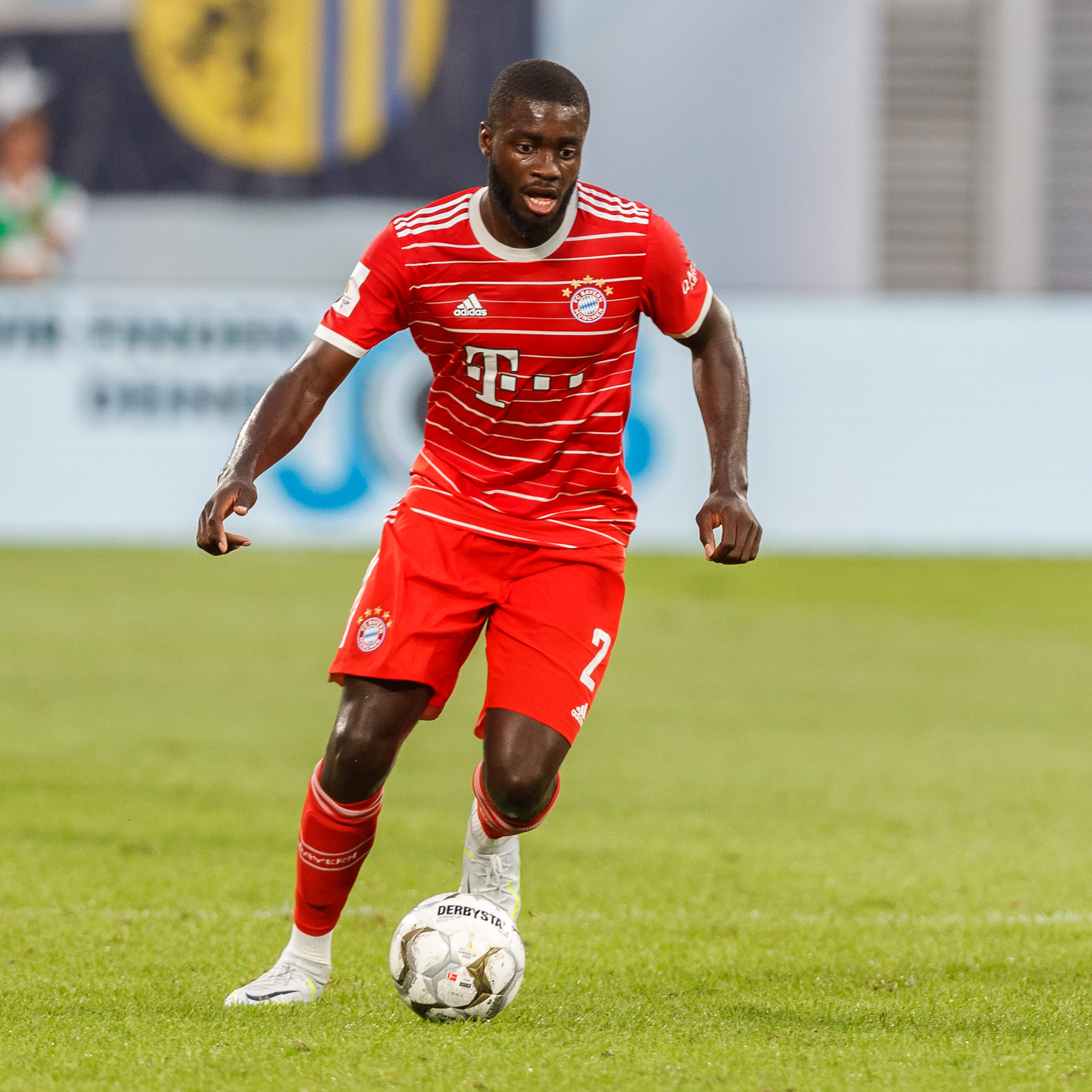
2022 год

14 февраля 2021 года было объявлено о переходе защитника в «Баварию», который должен осуществиться после окончания сезона, контракт заключён до 2026 года. По сведениям СМИ, сумма трансфера составила 40 млн евро плюс 2 млн в виде бонуса.
В первом туре Бундеслиги 2021/22 против мёнхенгладбахской «Боруссии» Дайо дебютировал за новый клуб на позиции центрального защитник в паре с Никласом Зюле. 17 февраля 2021 года в поединке против «Вольфсбурга» он забил первый гол за мюнхенский клуб.
В розыгрыше Лиги чемпионов УЕФА 2022/2023 «Бавария» в первом раунде плей-офф выбила из розыгрыша французский «Пари Сен-Жермен» и затем по сумме двух матчей проиграла «Манчестер Сити», выступления Упамекано против английского клуба были подвергнуты критике.
4 ноября 2023 года против дортмундской «Боруссии» Дайо отметился первым голом в сезоне 2023/24. В феврале 2024 года в течение недели дважды был удалён с поля: 14 февраля в матче против итальянского «Лацио» Дайо получил прямую красную карточку, сфолив в штрафной соперника. 18 февраля в поединке Бундеслиги против «Бохума» получил две желтые карточки, сфолив в своей штрафной.

## Карьера в сборной
Дайо был одним из основных игроков юношеских сборных Франции. Стал чемпионом Европы среди юношей до 17 лет в 2015 году, сыграв на турнире во всех пяти встречах. Принимал участие в чемпионате мира 2015 года среди юношеских команд.
5 сентября 2020 дебютировал за национальную сборную Франции в рамках матча Лиги наций УЕФА против Швеции, а уже 8 сентября также в рамках матча Лиги наций УЕФА отметился первым голом за сборную Франции в матче с Хорватией, забив победный мяч. Матч завершился со счетом 4:2 в пользу сборной Франции.
В 2022 году в составе сборной Франции Упамекано принял участие на чемпионате мира в Катаре. На турнире он сыграл в матчах против сборных Австралии, Дании, Польши, Англии и Аргентины.

## Статистика
| Выступление          | Выступление      | Выступление      | Чемпионат | Чемпионат | Кубок | Кубок | Еврокубки | Еврокубки | Прочие | Прочие | Итого | Итого |
| Клуб                 | Лига             | Сезон            | Игры      | Голы      | Игры  | Голы  | Игры      | Голы      | Игры   | Голы   | Игры  | Голы  |
| -------------------- | ---------------- | ---------------- | --------- | --------- | ----- | ----- | --------- | --------- | ------ | ------ | ----- | ----- |
| Лиферинг             | Вторая лига      | 2015/16          | 16        | 0         | 0     | 0     | 0         | 0         | 0      | 0      | 16    | 0     |
| Лиферинг             | Итого            | Итого            | 16        | 0         | 0     | 0     | 0         | 0         | 0      | 0      | 16    | 0     |
| Ред Булл (Зальцбург) | Бундеслига       | 2015/16          | 2         | 0         | 0     | 0     | 0         | 0         | 0      | 0      | 2     | 0     |
| Ред Булл (Зальцбург) | Бундеслига       | 2016/17          | 15        | 0         | 1     | 0     | 5         | 0         | 0      | 0      | 21    | 0     |
| Ред Булл (Зальцбург) | Итого            | Итого            | 17        | 0         | 1     | 0     | 5         | 0         | 0      | 0      | 23    | 0     |
| РБ Лейпциг           | Бундеслига       | 2016/17          | 12        | 0         | 0     | 0     | 0         | 0         | 0      | 0      | 12    | 0     |
| РБ Лейпциг           | Бундеслига       | 2017/18          | 28        | 3         | 2     | 0     | 11        | 0         | 0      | 0      | 41    | 3     |
| РБ Лейпциг           | Бундеслига       | 2018/19          | 15        | 0         | 3     | 0     | 4         | 0         | 0      | 0      | 22    | 0     |
| РБ Лейпциг           | Бундеслига       | 2019/20          | 28        | 0         | 2     | 0     | 8         | 0         | 0      | 0      | 38    | 0     |
| РБ Лейпциг           | Бундеслига       | 2020/21          | 29        | 1         | 5     | 0     | 7         | 0         | 0      | 0      | 41    | 1     |
| РБ Лейпциг           | Итого            | Итого            | 112       | 4         | 12    | 0     | 30        | 0         | 0      | 0      | 154   | 4     |
| Бавария              | Бундеслига       | 2021/22          | 28        | 1         | 1     | 0     | 8         | 0         | 1      | 0      | 38    | 1     |
| Бавария              | Бундеслига       | 2022/23          | 29        | 0         | 3     | 1     | 10        | 0         | 1      | 0      | 43    | 1     |
| Бавария              | Бундеслига       | 2023/24          | 25        | 1         | 0     | 0     | 7         | 0         | 1      | 0      | 33    | 1     |
| Бавария              | Бундеслига       | 2024/25          | 7         | 1         | 1     | 0     | 2         | 0         | 0      | 0      | 10    | 1     |
| Бавария              | Итого            | Итого            | 89        | 3         | 5     | 1     | 27        | 0         | 3      | 0      | 124   | 4     |
| Всего за карьеру     | Всего за карьеру | Всего за карьеру | 234       | 7         | 18    | 1     | 62        | 0         | 3      | 0      | 317   | 8     |

## Достижения

### Командные достижения
«Ред Булл Зальцбург»
- Чемпион Австрии (2): 2015/16, 2016/17
- Обладатель Кубка Австрии: 2016/17

«Бавария»
- Чемпион Германии (3): 2021/22, 2022/23, 2024/25
- Обладатель Суперкубка Германии (3): 2021, 2022, 2025

Сборная Франции
- Победитель Лиги наций УЕФА: 2020/21
- Вице-чемпион чемпионата мира: 2022

Сборная Франции (до 17 лет)
- Победитель чемпионата Европы (до 17 лет): 2015

### Личные достижения
- Входит в состав символической команды сезона в Бундеслиге по мнению VDV (2): 2020/21[17], 2022/23[18]